# Hannoveri S-Bahn
Az Hannoveri S-Bahn egy S-Bahn hálózat Hannoverban és környékén. A hálózat 9 (+ 1) vonalból áll, teljes hossza 385 km, melyen 74 állomás található. A szerelvények minimum 30 percenként járnak.
Üzemeltetője 2000. május 28. óta a DB Regio Nord, amely a Deutsche Bahn leányvállalata. Helyét 2021. december 11-étől a NordWestBahn fogja átvenni.

## Vonalak
| Járat | Útvonal                                                                                                 | Ütem      | Vasútvonal                                                                                               | Megjegyzés |
| ----- | --- | --------- | --- | ---------- |
| S 1   | Minden – Bückeburg – Haste – Wunstorf – Hannover – Weetzen – Barsinghausen – Haste                      | 60′       | Hannover–Minden Hannover–Altenbeken Deisterbahn                                                          |            |
| S 2   | Nienburg – Neustadt am Rübenberge – Wunstorf – Hannover – Weetzen – Barsinghausen – Haste               | 60′       | Bréma–Hannover Hannover–Altenbeken Deisterbahn                                                           |            |
| S 21  | Hannover – Weetzen – Barsinghausen                                                                      | 60′       | Hannover–Altenbeken Deisterbahn                                                                          |            |
| S 3   | Hildesheim – Sehnde – Lehrte – Hannover                                                                 | 60′       | Lehrte–Nordstemmen Hannover–Braunschweig                                                                 |            |
| S 4   | (Hildesheim – Sarstedt – Hannover Messe/Laatzen –) Hannover – Langenhagen – Bennemühlen                 | (60') 30′ | Lehrte–Nordstemmen Hannöversche Südbahn Heidebahn                                                        |            |
| S 5   | (Paderborn – Altenbeken – Bad Pyrmont –) Hameln – Weetzen – Hannover – Langenhagen – Hannover Flughafen | (60') 30′ | Hamm–Warburg Hannover–Altenbeken Hannover–Hamburg Langenhagen Pferdemarkt–Flughafen Hannover-Langenhagen |            |
| S 51  | Hameln – Springe – Hannover – Seelze                                                                    | 60′       | Hannover–Altenbeken Hannover–Minden                                                                      |            |
| S 6   | Celle – Burgdorf – Hannover                                                                             | 60′       | Lehrte–Celle Hannover–Braunschweig                                                                       |            |
| S 7   | Celle – Burgdorf – Lehrte – Hannover                                                                    | 60′       | Lehrte–Celle Hannover–Braunschweig                                                                       |            |
| S 8   | Hannover Flughafen – Langenhagen – Hannover Messe/Laatzen                                               |           | Langenhagen Pferdemarkt–Flughafen Hannover-Langenhagen Hannover–Hamburg Hannöversche Südbahn             |            |

## Járművek
A hálózaton a DB 424 és a DB 425 sorozat közlekedik.